# Cat Whitehill
Cat Whitehill, właśc. Catherine Anne Whitehill, z domu Reddick (ur. 10 lutego 1982 w Richmond) – amerykańska futbolistka, była zawodniczka Uniwersytetu Karoliny Północnej, reprezentantka Stanów Zjednoczonych, uczestniczka mistrzostw świata w 2003 (III miejsce) i w 2007 (III miejsce), złota medalistka Letnich Igrzysk Olimpijskich 2004 w Atenach.
Do wyjścia za mąż w 2005 grała jako Cat Reddick.